# Janža Toplak
Ivan Janža Toplak , slovenski trsničar, vinogradnik in vodja podeželskega društvenega in zadružnega organiziranja, * 12. junij 1909, † 4. september 1972

## Organiziranje Društev kmetskih fantov in deklet
Toplak je v dvajsetih in tridesetih letih 20. stoletja vodil ustanavljanja Društev kmečkih fantov in deklet na ptujskem območju. Osrednji cilj društev je bil "napredek kmečkega človeka na vasi". Bila so nepolitična društva, ki so organizirala kmečko mladino, ji omogočila vsestransko izobrazbo, "jo vzgajala v kmetskem duhu, dvigovala ugled in ščitila ime vasi in čast kmetskega dela." Prizadevala so si za "splošni socialni, gospodarski in kulturni napredek slovenskega podeželja."
Po zapisih revije za kmetsko mladino Gruda sta na tem območju najprej nastali društvi v Sv. Andražu v Halozah, danes Leskovec, leta 1928, in v Središču ob Dravi leta 1929, ki pa nista zaživeli. Na sestanku v Ljubljani leta 1930 je nato poverjeništvo za ustanavljanje društev na ptujskem območju prevzel Janža Toplak. Med leti 1930 in 1935 so nastala društva v Sv. Bolfenku pri Središču (danes Kog), pri Sv. Lovrencu v Slovenskih goricah (danes Juršinci), na Hajdini, na Humu pri Ormožu, pri Sv. Urbanu pri Ptuju (Destrnik), Št. Janžu na Dravskem polju (Starše), v Nerapljah in Novi Cerkvi v Halozah (Podlehnik). Društvo v Juršincih, poimenovano Njiva, ki ga je vodil Toplak, je bilo med najbolj aktivnimi in je organiziralo več tekmovanj, tečajev, predavanja, prireditve, organiziralo je tudi knjižnico. Po takratnih objavah so tekmo koscev in žanjic leta 1934 obiskali "tisočeri." Društva s ptujskega območja so sodelovala s sorodnimi društvi s preostalih delov Slovenije. V tridesetih letih je društvo v Juršincih poudarjalo pomen izobraženega, zavednega, gospodarsko samostojnega in organiziranega kmeta. V društvu je bil aktiven brat Janže Franc Toplak, študent agronomije v Pragi.

## Postojanka Osvobodilne fronte
Na kmetiji Janže Toplaka v Mostjeh je bil eden prvih sestankov Osvobodilne fronte v Slovenskih goricah. Po tem, ko je narodni heroj Jože Lacko opravil nekaj manjših lokalnih sestankov, je Osvobodilna fronta organizirala na domu Janže Toplaka 26. junija 1941 pokrajinski sestanek OF. Zbrali so se organizatorji in pripadniki OF z območja Podravja, Pomurja in Prekmurja, med katerimi sta bila tudi Franc Toplak in zdravnik dr. Metod Špindler, organizatorja OF v Juršincih. Razdelili so si naloge za svoja območja. Toplakova kmetija je bila leta 1941 "zanesljiva postojanka partizanov". Ko sta se Franc Toplak in dr. Špindler 25. avgusta peljala avtomobilom s Toplakove domačije, je Franca Toplaka pri Hajdini neznanec ustrelil v gleženj. Dne 30. avgusta 1941 dopoldne so prišli na Toplakovo domačijo po njega gestapovci s Ptuja. Francev prijatelj študent Ivan Sok je, ko sta videla avto Gestapa, pobegnil v gozd in na Hrvaško, Franc pa zaradi poškodovane noge ni mogel bežati in so ga prijeli. Istega dne so odvedli tudi dr. Špindlerja. Oba so zaprli na Ptuju, ju mučili in 30. oktobra 1941 v Mariboru ustrelili. Mostje so zato "eden najpomembnejših krajev iz zgodovine narodnoosvobodilnega boja v ptujski občini." V bližini Toplakove domačije je 8. avgusta 1942 padla Lackova četa.
Janža Toplak in žena Marija sta imela enajst otrok, med njimi gospodarstvenik Franc Toplak, kmet, zadružnik in politik Simon Toplak, pravnik, profesor, diplomat in rektor Ludvik Toplak, kmet in trsničar Stanko Toplak.